# 胡丁厄體育會
胡丁厄體育會(Huddinge IF）是一支位於瑞典斯德哥爾摩省胡丁厄市的職業足球會，目前於瑞典乙組足球聯賽角逐。

## 外部連結
- Huddinge IF （页面存档备份，存于） – Official website
- Huddinge IF Facebook （页面存档备份，存于）